# Geraldton
För andra betydelser, se Geraldton (olika betydelser).
Geraldton är en stad i den australiska delstaten Western Australia med cirka 32 000 invånare år 2006. Staden ligger 424 km norr om Perth och har en betydande hamn.

## Kända personer från Geraldton
- Glencora Ralph, vattenpolospelare
- Tasma Walton, skådespelare